# Eudócimo Maleíno
Eudócimo Maleíno (em grego medieval: Εὐδόκιμος Μαλεῖνος; romaniz.: Eudókimos Maleínos) foi um oficial bizantino do século IX.

## Vida

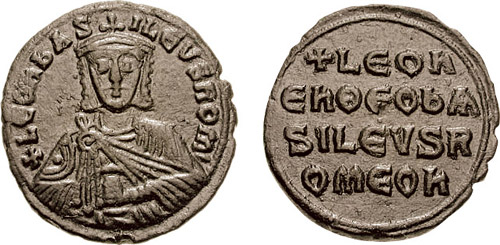
Fólis de r.

Eudócimo nasceu na segunda metade do século IX, talvez cerca de 970. Era filho de Eustácio. Casou-se com Anastácia com quem teve dois filhos, Constantino e Miguel, e uma filha de nome desconhecida. Sua família vivia no Tema de Carsiano, onde estavam a maioria de suas posses; também tinha bens na Capadócia e Bitínia. Segundo a Vida de Miguel, o casal permaneceu por muito tempo sem filhos, mas após muito orarem em vários locais, sobretudo num lugar chamado Cucas (κουκᾶς), suas preces foram atendidas.
É possível que acompanhou seu filho entre 910 e 912 em sua viagem a Constantinopla para apresentá-lo ao serviço imperial e depois voltou para Carsiano. Quando Miguel decidiu tornar-se monge após a morte do imperador Leão VI, o Sábio (r. 886–912) em 912 e foi para junto do monge João Elatita na Bitínia, Eudócimo levou-o à força para Carsiano. Ele não pode dissuadi-lo de sua decidiu e então expulsou-o de casa. Miguel foi para Camina, onde recebeu ordenação monástica em 914/915; Eudócimo estava presente, indicando uma reconciliação. Ele contou a sua esposa sobre o evento em Ancira e faleceu pouco depois, entre 914/917, sem testamento.